# Кампиотти, Джакомо
Джакомо Кампиотти (итал. Giacomo Campiotti; род. 8 июля 1957 года, Варесе, Ломбардия, Италия) — итальянский кинорежиссёр, сценарист и продюсер. Обладатель премий «Золотой грифон» Джиффонского кинофестиваля и «Турнаж» Авиньонского кинофестиваля.

## Биография
Джакомо Кампиотти родился в Варесе, в Ломбардии 8 июля 1957 года. Окончил Болонский университет со степенью бакалавра в области педагогики. Посещал театральную школу Алессандро Галанте Гарроне. В течение нескольких лет сотрудничал с театром под открытым небом, трудясь над постановками на улицах Италии и за рубежом.

### Начало карьеры
С начала 1980-х годов работает в киноиндустрии. Он был помощником и ассистентом режиссёра Марио Моничелли в фильмах «Маркиз дель Грилло» (1981), «Будем надеяться, что это девочка» (1986) и «Плуты» (1987). Присоединился к группе «Гипотеза кино», основанной в 1982 году Эрманно Ольми в Бассано-дель-Граппа. В этой альтернативной киношколе, задуманной основателем, как лаборатория, абитуриентам передавалось не коллективное знание, но опыт.
По заказу телеканала «Ра́и У́но» снял первые короткометражные фильмы «Три женщины» (1983), «Бомба» (1985) и «Обратно в кино» (1986) по истории Чезаре Дзаваттини. Дебют оказался успешным. Его первый полнометражный фильм «Улица весны» (1989) о жизни в провинции глазами восьмилетнего мальчика был благосклонно принят на Неделе критиков на Венецианском кинофестивале и номинирован на премию «Давид ди Донателло» (1990) в категории «Лучший дебют в режиссуре» и премию «Настро д’Ардженто» (1990) в категориях «Лучшая актриса» и «Лучший дебют в режиссуре». Фильм получил премию «Золотой грифон» — главный приз Джиффонийского кинофестиваля.
С 1991 по 1992 год работал над созданием видеоклипов для певиц и певцов, в частности для композитора и исполнителя Лу́чо Да́лла.
Его второй полнометражный фильм «Как два крокодила» (1994) о молодом человеке с проблемной семейной жизнью был сразу замечен критикой и публикой. Фильм был номинирован на премию «Золотой глобус» (1996) в категории «Лучший иностранный фильм», на премию «Золотой леопард» (1994) Локарнского кинофестиваля в категории «Лучший фильм молодого режиссёра», на премию «Настро д’Ардженто» (1996) в категориях «Лучший продюсер» и «Лучший оригинальный сценарий»; в последней категории победил Джакомо Кампиотти, который разделил награду вместе с соавтором сценария, Лючией Марией Дзеи. Фильм также был номинирован на премию «Давид ди Донателло» в категории «Лучший актёр второго плана», в которой победил Джанкарло Джаннини.
По заказу компании «Ориза продуционе» принял участие в работе над созданием документального сериала «Портреты авторов» (1996), посвящённого известным современным итальянским кинорежиссёрам. Он снял шестую серию второго сезона «Эрманно Ольми» (1996) о своём учителе, смонтировав её из ряда интервью.
Позднее по своему сценарию Джакомо Кампиоти снял фильм «Время любить» / Il tempo dell'amore (1999), совместное производство Великобритании и Франции, историю любви в трёх эпизодах — английском, французском и итальянском, которая начинается в начале XX века в Южной Африке, продолжается во Франции времён Второй мировой войны и заканчивается в Италии конца XX века. Фильм номинировался на премию «Золотой леопард» (1999) Локарнского кинофестиваля в категории «Лучший фильм молодого режиссёра» и получил премию «Турнаж» (2000) — главный приз Авиньонского кинофестиваля.
В фильме «Больше никогда как прежде» (2005) Джакомо Кампиотти дебютировал как продюсер. Он также был режиссёром фильма и автором сценария, вместе с Александром Адабашьяном. История о подростках, закончивших школу и отправившихся в горы, чтобы провести там последнее лето вместе, перед началом другой новой жизни была номинирована на премию «Давид ди Донателло» (2006) в категории «Лучший фильм» и премию «Настро д’Ардженто» (2006) в категории «Лучший саундтрек» — песня «С вами или без вас» (итал. Sei o non sei dei) композиторов Коррадо Карозио и Пьеранджело Форнаро. Его фильм «Белая как молоко, красная как кровь» (2012) по роману Алессандро Д’Авения также был номинирован на премию «Настро д’Ардженто» (2013) в категории «Лучший саундтрек» — песня «Ты не можешь умереть» (итал. Se si potesse non morire) группы «Мода̀».

### Телесериалы
Первый свой сериал «Доктор Живаго» (2002) Джакомо Кампиотти снял по сценарию Эндрю Дэвиса на основе романа Бориса Пастернака. Проект был реализован при участии кинокомпаний Великобритании, США и Германии. Сериал был номинирован на премию Британской академии кино и телевизионных искусств (2003) в категориях «Лучший драматический сериал», «Лучший костюмер» и «Лучший молодой режиссёр»; Джакомо Кампиотти проходил по первой и последней категориям. Сериал также был номинирован на премию «Спутник» (2004) в категории «Лучший драматический сериал».
Следующий сериал «Любовь и война» (2007) о трагической истории любви графини и солдата во время Первой мировой войны он снял по мотивам двух романов — «Прощай, оружие!» Эрнеста Хемингуэя и «Война в горах» Редьярда Киплинга. В том же году им был снят сериал «Джузеппе Москати. Исцеляющая любовь» о святом Джузеппе Москати, враче, посвятившим свою жизнь заботе о здоровье бедных больных людей. Этот двухсерийный фильм завоевал приз Римского фестиваля телевидения в категории «Лучший сериал», получил признание критики, имел большой успех у зрителей и стал первым сериалом режиссёра о святом Римско-католической церкви. Следом он снял двухсерийные фильмы «Бахита» (2009) о святой Джузеппине Бахите и «Предпочитаю Рай» (2010) о святом Филиппе Нери. В одном из своих интервью Джакомо Кампиотти сказал, что фильмы о святых он снимает для всех, в том числе и для атеистов, которые могут найти в них что-то и для себя.
Его сериал «Жребий» (2010) о первом судебном процессе над членами Красных бригад в Турине также имел большой успех у зрителей и получил специальный приз на XII Международном фестивале детективных фильмов в Москве (2010).
Сериал 2012 года «Капитанская дочка» по одноимённой повести Александра Сергеевича Пушкина, который сопродюсировала и в роли Екатерины II вернулась после 15-летнего перерыва на экран актриса Эдвиж Фенек, стал лидером прайм-тайма на главной итальянском телеканале «Rai 1».
Международный актерский состав участвовал и в съёмках его сериала «Мария из Назарета» (2012), о жизни Пресвятой Девы Марии, в исполнении немецкой актрисы Алиссы Юнг и жизни святой Марии Магдалины, в исполнении испанской актрисы Пас Веги.
Последними работами Джакомо Кампиотти для телевидения стали сериал «Никогда не поздно» (2014) о жизни известного педагога, писателя и телеведущего Альберто Манци и первый сезон сериала «Красные браслеты» (2014) о жизни писателя, сценариста и режиссёра Альберта Эспиносы, с подросткового возраста десять лет боровшегося с раком и победившего заболевание.